# Amphilophus nourissati
Espèce
Amphilophus nourissati est une espèce de poissons néotropicaux appartenant à la famille des Cichlidae.